# Петар Шешевић
Петар (Јована) Шешевић био је српски јунак и добитник Карађорђеве звезде са мачевима.

## Биографија
Рођен је у селу Пачир у околини Бечеја у Војводини, тада у Аустроугарској монархији. од оца Јована и мајке Стане.
Када је Аустроугарска напала Србију 1914. године, Петар је илегално отишао у Србију и ступио у најхрабрију добровољачку јединицу српске војске, у четнички одред војводе Вука. У одреду војводе Вука је ратовао све док на Кајмакчалану тај одред није скоро потпуно уништен у крвавим борбама у којима је погинуо и сам војвода Вук.
Петар је рањен 1914. године. Сребрним војничким орденом Карађорђеве звезде са мачевима одликован је на Солунском фронту за показану храброст у борбама за Кајмакчалан, када се посебно истакао у боју код Сиве Стене испод самог врха Кајмакчалана.
После ратова живео је у Прокупљу где је радио као кафехија и био је поштован од целог грађанства. Његов син Живојин био је познати голман ФК Топличанин и првоборац у НОБ–у.